# ديف رايدينجز
ديف رايدينجز (بالإنجليزية: Dave Ridings)‏ هو لاعب كرة قدم بريطاني في مركز الوسط، ولد في 27 فبراير 1970 في فارنورث في المملكة المتحدة. لعب مع أشتون يونايتد وماكليسفيلد تاون ونادي ستاليبريدج سيلتيك ونادي كرو ألكساندرا ونادي لينكولن سيتي ونادي هاليفاكس تاون ونادي هدنسفورد تاون.

## وصلات خارجية
- ديف رايدينجز على موقع Soccerbase.com (لاعب) (الإنجليزية)